# Ju-on: Shiroi rōjo
Ju-on: Shiroi rōjo (呪怨 白い老女? lett. Rancore maledetto: L'anziana bianca) è un film del 2009 diretto da Ryūta Miyake.
È il quinto capitolo cinematografico della fortunata saga J-Horror Ju-on, prodotto per festeggiare il decimo anniversario della serie.

## Trama
Come i precedenti film, la trama è suddivisa in vari capitoli con differenti sbalzi temporali. Il film inizia con una sequenza in cui si vede un uomo nella foresta impiccato, con a fianco una borsa con dei capelli che fuoriescono ed un audio-registratore.

## Personaggi

### Fumiya
La vigilia di Natale un pasticcere a domicilio porta un dolce ordinato dalla famiglia Isobe, ma quando entra in casa viene accolto da una donna che ripete sempre le stesse parole. Seguendo poi una bambina, si ritrova davanti ad un massacro e a una spettrale donna con un pallone da basket.

### Kashiwagi
Hajime, un tassista che accompagna sua figlia Akane alla scuola elementare, riceve una chiamata dalla polizia riguardo ad un passeggero del giorno precedente, un attimo dopo trova una borsa nel sedile posteriore che poco prima non c'era, con dentro la testa di una donna, e viene poi risucchiato da due mani pallidissime.

### Akane
Sette anni dopo la morte del padre, Akane e le sue amiche fanno una seduta spiritica usando come contatto il padre di Akane, ma la ragazza vede una bambina vicino al tavolo e fugge. Poco dopo una delle sue amiche si reca in bagno e si accorge che una piccola bambina è entrata in uno dei bagni. Aperta la porta non vede nessuno, ma un istante dopo la raggiunge lo stesso fantasma che aveva raggiunto il pasticciere.

### Isobe
La famiglia Isobe si è appena trasferita in una nuova casa comprata a prezzo stracciato, probabilmente la ristrutturazione della casa della famiglia Saeki, viene trovata anche una foto che li rappresenta. Atsuji si trova di fronte ad uno specchio e diviene bersaglio della maledizione.

### Chiho
La ragazza di Fumiya corre in ospedale a prenderlo, il ragazzo è ancora shockato per ciò che ha visto. Chiho cerca di far rilassare il ragazzo offrendogli la torta di Natale, ma questi inizia ad avere le visioni del fantasma femminile e l'accoltella senza pietà.

### Mirai
Mirai è il nome che comparirà sette anni dopo nella tavola della seduta spiritica, lei è una bambina compagna di Akane alle elementari, essa svela che suo fratello ultimamente abusa di lei, Atsuji arriva e sbatte Akane fuori di casa e dalla finestra si nota Mirai chiedere aiuto.

### Yasukawa
Un agente trova l'audio cassetta del massacro della famiglia Isobe e ne rimane ipnotizzato, il suo socio allora la distrugge e racconta della maledizione che pervade quel caso, e di aver buttato via in passato la cassetta. Ascoltando la cassetta che continua ad apparire si sentono le ultime parole del suicida e la voce di una bambina.

### Atsuji
Mentre padre, madre e figlia litigano, il padre deluso dal figlio Atsuji che non va bene a scuola e dalla figlia rimasta incinta a soli 16 anni, Atsuji si ritrova ad ascoltare tramite cuffie ciò che dirà al momento del suicidio. Atsuji uccide suo padre Kentaro con una mazza da baseball, accoltella sua madre, incendia nella vasca da bagno sua sorella Junko, strangola sua nonna Haru (che da fantasma emette lo stesso suono di Kayako, ed è il fantasma femminile che si vede durante il film) e infine decapita Mirai mentre stringe un orsacchiotto di peluche. Il ragazzo allora prende il taxi di Hajime Kashiwagi per andare ad impiccarsi nella foresta portandosi un registratore e una borsa con dentro la testa di Mirai, si scopre che la voce era di quest'ultima, a questo punto Atsuji chiede perdono e si impicca.
Sette anni dopo, Akane torna a casa e dopo aver guardato la foto del padre defunto, scorge in un angolino della casa la sua amica Mirai girata, e lei le chiede perdono ripetutamente per non essere intervenuta ad aiutarla. Un attimo dopo Mirai scompare e Akane trova il peluche sul pavimento.

## Produzione
Il personaggio di Toshio Saeki compare in una sequenza del film.

## Distribuzione
Il film è uscito nelle sale giapponesi il 27 giugno 2009. Il film è inedito in Italia.
L'edizione DVD in patria è uscita il 7 agosto 2009 con visto censura R-15.